# Windows Nashville
Windows Nashville (1996) è stato il nome in codice per un sistema operativo annullato che serviva da aggiornamento per Windows 95, originariamente destinato a essere distribuito nel 1996 come Windows 96. Per gli utenti di Windows 95, Nashville era destinato a essere un aggiornamento minore piuttosto che colmare il divario tra Windows 95 e la successiva versione principale di Windows: Microsoft Memphis (popolarmente denominato Windows 97 e infine distribuito come Windows 98). Per gli utenti di Windows NT, Nashville sarebbe stato una versione intermedia tra le versioni di Windows NT 4.0 e del Cairo, ma veniva sviluppato parallelamente a Memphis (dopo una serie di ritardi, la successiva versione principale di Windows NT è stato infine espresso come Windows 2000). Grazie alla sua posizione intermedia tra Windows 95 e Windows 97 (Memphis, come è stato poi denominato), molti ricordano Nashville come Windows 96.
Microsoft ha sostenuto che Nashville aggiungeva ad Internet la funzione di integrazione nel desktop di Windows 95 e NT 4.0, basandosi sulle nuove funzionalità di Internet Explorer 3.0 (a causa della sua distribuzione pochi mesi prima di Nashville). Fra le caratteristiche incluse vi erano un file manager e un browser web, la capacità di aprire documenti di Microsoft Office da Internet Explorer utilizzando la tecnologia ActiveX e un sistema chiamato Active Desktop che permetteva di usare pagine web direttamente sul desktop al posto del classico sfondo statico.
Anche se il progetto Nashville fu annullato, molte delle sue funzioni programmate sono state introdotte con le versioni successive di Internet Explorer e Windows. In particolare, molte delle funzionalità di integrazione di Internet, compreso l'uso combinato di file manager e browser web, poteva essere aggiunto a Windows 95 e Windows NT 4.0 installando Windows Desktop Update. L'aggiornamento è stato incluso in Internet Explorer 4.0 (nome in codice anche Nashville e distribuito nel 1997) che poteva essere installato separatamente con Windows 95 OSR 2.5 o Windows 98.